# باستر براون (بازیکن فوتبال)
باستر براون (انگلیسی: Buster Brown; ۶ سپتامبر ۱۹۱۰ – ۱۵ ژانویهٔ ۱۹۹۳) بازیکن فوتبال اهل بریتانیا بود.
از باشگاه‌هایی که در آن بازی کرده‌است می‌توان به باشگاه فوتبال هادرزفیلد تاون، باشگاه فوتبال لوتون تاون، باشگاه فوتبال برنتفورد، و باشگاه فوتبال لیتون اورینت اشاره کرد.